# Đoàn Thị Hương Giang
Đoàn Thị Hương Giang (10 de marzo de 1993) es una deportista vietnamita que compitió en taekwondo. Ganó una medalla de plata en el Campeonato Asiático de Taekwondo de 2012 en la categoría de –49 kg.

## Palmarés internacional
| Campeonato Asiático | Campeonato Asiático          | Campeonato Asiático | Campeonato Asiático |
| Año                 | Lugar                        | Medalla             | Categoría           |
| ------------------- | ---------------------------- | ------------------- | ------------------- |
| 2012                | Ciudad Ho Chi Minh (Vietnam) | Medalla de plata    | –49 kg              |